# Simplocaria macularis
Simplocaria macularis là một loài bọ cánh cứng trong họ Byrrhidae. Loài này được Reitter miêu tả khoa học năm 1896.